# لويس إيد
لويس إيد هو عالم أحياء وطبيب وسياسي بلجيكي، ولد في 3 يوليو 1973 في روسلاريه في بلجيكا. نشط حزبياً في New Flemish Alliance ‏. في انتخابات البرلمان الأوروبي 2014، انتخب عضو في البرلمان الأوروبي عن دائرة المجمع الانتخابي الناطق بالهولندية ‏ لترشحه ضمن قائمة New Flemish Alliance ‏، وقد انضم خلال فترته النيابية (1 يوليو 2014 – 18 ديسمبر 2014) للكتلة البرلمانية كتلة المحافظين والإصلاحيين الأوروبيين وانتخب directly elected senator ‏ (2007 – 2014).